# Naissance en 1953
Naissance
- 1949
- 1950
- 1951
- 1952
- 1953
- 1954
- 1955
- 1956
- 1957

Les naissances en 1953 concernent les personnalités nées entre le 1er janvier et le 31 décembre 1953.

## Janvier
- 1er janvier :
  - Afonso Dhlakama, homme politique mozambicain († 3 mai 2018).
  - Alpha Blondy, chanteur de reggae ivoirien.
  - Abdel Aziz al-Hakim, homme politique irakien († 26 août 2009).
  - Miglen Mirtchev, acteur franco-bulgare.
  - Pascal Affi N'Guessan, homme politique ivoirien.
  - Philippe Douste-Blazy, médecin et homme politique français).
- 3 janvier : 
  - Angelo Parisi, judoka français, champion olympique.
  - Jean-Marie Le Guen, homme politique français.
- 5 janvier : 
  - Ezzedine Gannoun, metteur en scène et comédien tunisien († 29 mars 2015).
  - Pamela Sue Martin, actrice américaine.
- 6 janvier : Malcolm Young, guitariste du groupe AC/DC († 18 novembre 2017).
- 7 janvier : Patrick Breuzé, journaliste et écrivain français († 12 juin 2022).
- 8 janvier : Karen Redman, femme politique fédérale canadienne.
- 9 janvier : Ahmed Shah Massoud, homme politique et militaire afghan († 9 septembre 2001).
- 10 janvier :
  - Bobby Rahal, pilote automobile américain.
  - Mike Stern, guitariste de jazz américain.
  - Pat Benatar, chanteuse américaine.
- 11 janvier :
  - Susan Kadis, femme politique canadienne.
  - Rigoberto Riasco, boxeur panaméen († 29 août 2022).
- 13 janvier : Derek Hanekom, homme politique sud-africain.
- 14 janvier : 
  - Patrick Le Gal, évêque catholique français, évêque aux armées.
  - Valentino Gionta, criminel italien.
- 16 janvier : Suzanne Kala Lobè, journaliste camerounaise († 1er août 2024).
- 17 janvier : Reyhaneh Sariri, scientifique iranienne.
- 19 janvier : 
  - Graham Loud, historien britannique.
  - Cyprian Kizito Lwanga, prélat catholique ougandais († 3 avril 2021).
- 20 janvier : 
  - Jeffrey Epstein, homme d’affaires et criminel sexuel américain († 10 août 2019).
  - Sophie Huet, journaliste française († 29 juillet 2017).
- 21 janvier :
  - Paul Allen, informaticien, chef d'entreprise, homme d'affaires et mécène américain († 15 octobre 2018).
  - Larisa Choïgou, députée russe († 10 juin 2021).
- 22 janvier : Jim Jarmusch, cinéaste, acteur, éditeur et musicien américain.
- 23 janvier : Alain Maneval, animateur de radio et de télévision français († 10 mars 2022).
- 24 janvier : Heinz-Walter Friedriszik, reporter-photographe allemand († 1er juin 2016).
- 25 janvier : Hamid Nacer-Khodja, écrivain et poète algérien († 16 septembre 2016).
- 28 janvier : 
  - Christian Kratz, évêque catholique français, évêque auxiliaire de Strasbourg.
  - Richard Anconina, acteur français.
- 29 janvier :
  - Dalila Di Lazzaro, actrice, mannequin et écrivaine italienne.
  - Pierre Jacob, criminologue, professeur et homme politique canadien († 21 juillet 2018).
- 31 janvier :
  - Aron Atabek, écrivain, poète et dissident politique soviétique puis kazakh († 24 novembre 2021).
  - Big Time Sarah, chanteuse américaine de blues († 13 janvier 2015).

## Février
- 2 février : Laurent Greilsamer, écrivain et journaliste français († 8 novembre 2023).
- 3 février : Joëlle Mogensen, chanteuse du groupe Il était une fois († 15 mai 1982).
- 4 février :
  - Fernand Armenante, footballeur français († 23 juillet 2010).
  - Éric Duyckaerts, artiste contemporain belge († 25 janvier 2019).
  - Hubert Houben, historien germano-italien.
  - Tatsurō Yamashita, chanteur et compositeur japonais.
- 5 février :
  - Giannina Braschi, poétesse et romancière portoricaine.
  - Valerie Carter, chanteuse, auteur-compositeur-interprète américaine († 4 mars 2017).
- 7 février : Gérard Blanchard, auteur-compositeur-interprète français.
- 9 février :
  - Vito Antuofermo, boxeur italien.
  - Jacques Ripault, architecte français († 10 juillet 2015).
  - Michèle Rivasi, femme politique française, fondatrice de la commission de recherche et d'information indépendantes sur la radioactivité († 29 novembre 2023).
  - Valeriu Butulescu, poète, romancier, traducteur et auteur d'aphorismes.
  - Thierry Fortineau, comédien français († 8 février 2006).
- 11 février : Stephen Thorne, aspirant astronaute américain († 24 mai 1986).
- 12 février : 
  - Thomas Lyttelton, homme politique britannique.
  - Guy Lizotte, poète franco-ontarien († 21 avril 2001).
  - Lambert Mende Omalanga, homme politique congolais.
- 15 février :
  - Gerald Keddy, homme politique canadien.
  - Miloslav Ransdorf, homme politique tchécoslovaque († 22 janvier 2016).
  - Patrick Montel, journaliste sportif français.
- 16 février : Lanny McDonald, joueur de hockey sur glace canadien.
- 17 février : Jean Afanassieff, alpiniste et réalisateur français d'origine russe († 10 janvier 2015).
- 19 février : 
  - Corrado Barazzutti, joueur de tennis italien.
  - Cristina Fernández de Kirchner, femme d'État argentine, présidente de l'Argentine de 2007 à 2015.
- 20 février : 
  - Roberto Ciotti, bluesman, guitariste et auteur-compositeur italien († 31 décembre 2013.
  - Gérard Araud, diplomate français.
- 21 février : William Petersen, acteur et producteur de cinéma américain.
- 22 février : Hugo Thijs, coureur cycliste belge.
- 23 février : Kenny Bee, chanteur et acteur hongkongais.
- 25 février :
  - José María Aznar, homme d'État espagnol, président de l'espagne de 1996 à 2004.
  - Reggie Lucas, musicien de jazz fusion, compositeur et producteur de musique américain († 19 mai 2018).
- 26 février : 
  - Michael Bolton, auteur-compositeur-interprète américain.
  - Jean Teulé, romancier et auteur de bande dessinée français († 18 octobre 2022).
- 27 février : 
  - Libby Davies, femme politique canadienne.
  - Yolande Moreau, comédienne et réalisatrice belge.
  - Ian Khama, homme politique botswanais.
- 28 février : Luther Burden, joueur de basket-ball américain († 29 octobre 2015).

## Mars
- 1er mars : Chuck Zito, boxeur, garde du corps de célébrités, acteur américain, ancien membre des Hell's Angels de New York.
- 2 mars : Ezra Swerdlow, producteur américain († 23 janvier 2018).
- 3 mars :
  - Anne Bie Warburg, actrice danoise.
  - Zico, footballeur brésilien ;
- 4 mars : 
  - Rose Laurens, chanteuse française d'origine polonaise († 30 avril 2018).
  - Agustí Villaronga, réalisateur espagnol († 22 janvier 2023).
- 5 mars :
  - Andrzej Biegalski, boxeur polonais († 14 mars 2017).
  - Katarina Frostenson, poétesse, dramaturge et essayiste suédoise.
  - Alejandro Guillier, homme politique chilien.
  - Valery Korzun, cosmonaute russe.
- 6 mars :
  - George Arnauld, féministe martiniquaise.
  - Jacklyn Zeman, actrice américaine († 9 mai 2023).
- 7 mars :
  - Jean-Yves Chatelais, acteur français († 31 juillet 2018).
  - Jean-Dominique Senard, homme d'affaires français.
- 8 mars : Bio, footballeur brésilien († 23 février 2008).
- 11 mars : Carole André, actrice française.
- 12 mars :
  - Ron Jeremy, réalisateur américain de films pornographiques.
  - Jean-Claude Mailly, syndicaliste français et secrétaire général de Force ouvrière.
  - Nelson Monfort, animateur et journaliste sportif français.
- 13 mars : Sonia Guillén, archéologue, anthropologue et ministre péruvienne.
- 16 mars :
  - Isabelle Huppert, actrice française.
  - Richard Stallman, promoteur du projet GNU et créateur de la Fondation pour le logiciel libre.
- 19 mars : Lenín Moreno, homme politique équatorien.
- 20 mars : Sigi Schmid, entraîneur de football germano-américain († 25 décembre 2018).
- 21 mars : Ștefan Tașnadi, haltérophile roumain († 28 février 2018).
- 23 mars :  Anni Erler, yodeleuse autrichienne († 19 juillet 2012).
- 24 mars : Louie Anderson, acteur américain († 21 janvier 2022).
- 27 mars :
  - Jaroslav Balcar, sauteur à ski tchèque († 4 avril 2015).
  - Dennis Bevington, homme politique fédéral canadien.
  - Philippe Désert, décorateur français.
  - Bairbre Dowling, actrice irlandaise († 20 janvier 2016).
  - Patricia C. Dunn, femme d'affaires américaine († 4 décembre 2011).
- 28 mars : Melchior Ndadaye, président du Burundi († 21 octobre 1993).
- 31 mars : Patrick Henry, criminel français († 3 décembre 2017).

## Avril
- 1er avril :
  - Moncef Ben Salem, scientifique, universitaire et homme politique tunisien († 24 mars 2015).
  - Oliver Ivanović, homme politique yougoslave puis serbe († 16 janvier 2018).
  - Barry Sonnenfeld, réalisateur, acteur, producteur et directeur de la photographie américain.
  - Hari Chand, athlète indien spécialiste des courses de fond († 13 juin 2022).
- 2 avril :
  - Malika Oufkir, écrivaine marocaine.
  - James Vance, scénariste de bande dessinée et dramaturge américain († 5 juin 2017).
- 3 avril : Pieter Aspe, écrivain belge († 1er mai 2021).
- 4 avril : Robert Bertrand, assureur, homme d'affaires et homme politique fédéral du Québec († 17 mai 2022).
- 6 avril : Celso Piña, chanteur, compositeur, arrangeur et accordéoniste mexicain († 21 août 2019).
- 7 avril :
  - Minako Yoshida, chanteuse japonaise.
  - Brigi Rafini, homme politique nigérien.
- 8 avril : 
  - Nagare Hagiwara, acteur japonais († 22 avril 2015).
  - Ron Wright, homme politique américain († 8 février 2021).
  - Pierre Haski, journaliste et  chroniqueur français.
- 10 avril : Gérard Rondeau, photographe français († 13 septembre 2016).
- 12 avril :
  - Sergueï Ivanovitch Smirnov, peintre soviétique puis russe († 8 novembre 2006).
  - Bernard Tchoullouyan, judoka français († 7 janvier 2019).
- 13 avril : Brigitte Macron, enseignante française et épouse du président de la République française.
- 14 avril : « Manzanares » (José María Dols Abellán), matador espagnol († 28 octobre 2014).
- 14 avril : Herve Palud (scénariste-réalisateur français).

- 15 avril : Marcel Philippot, comédien français († 2 mars 2018).
- 16 avril : Geoffrey Oryema, musicien ougandais naturalisé français († 22 juin 2018).
- 18 avril :
  - Dominique D'Onofrio, entraîneur de football et directeur sportif italien († 12 février 2016).
  - Rick Moranis, acteur et réalisateur canadien.
- 21 avril : Dave Meyers, joueur de basket-ball américain († 9 octobre 2015).
- 22 avril :
  - Évelyne Bouix, actrice française.
  - Tom Lysiak, joueur de hockey sur glace canadien († 30 mai 2016).
- 23 avril : Malek Chebel, anthropologue algérien des religions  († 12 novembre 2016).
- 26 avril : Doug France, joueur américain de football américain († 8 avril 2016).
- 27 avril : 
  - Ellen S. Baker, astronaute américaine.
  - Arielle Dombasle, actrice et chanteuse française.
  - Bertrand Marchand, footballeur français († 26 août 2023).
- 28 avril : Roberto Bolaño, poète et romancier chilien († 15 juillet 2003).
- 29 avril :
  - Nikolai Budarin, cosmonaute russe.
  - Jan A. P. Kaczmarek, compositeur de musique de films polonais († 21 mai 2024).
  - Mike Adenuga, homme d'affaires nigérian.
- 30 avril : Joe Mboule, musicien et chanteur camerounais († 11 octobre 2015).

## Mai
- 1er mai : Françoise Laborde, journaliste, présentatrice de télévision et écrivaine française.
- 2 mai : 
  - Alain Jakubowicz, avocat français.
  - Jean-Claude Lecas, acteur français.
- 3 mai :
  - Bob Dailey, joueur de hockey sur glace canadien († 7 septembre 2016).
  - Rustum Ghazaleh, militaire et officier de renseignement syrien († 24 avril 2015).
  - Stephen Warbeck, compositeur britannique de musiques de films.
  - Lalao Ravalomanana, femme politique, ancienne première dame malgache et ex-maire d'Antananarivo.
- 5 mai : Ibraheem Yaqoub Zakzaky, chef religieux au Nigéria.
- 6 mai : Tony Blair, homme politique britannique.
- 7 mai : Frank Michael, chanteur belge d'origine italienne.
- 8 mai : Isabelle Alonso, militante féministe, essayiste, romancière et chroniqueuse de radio et de télévision française.
- 9 mai :
  - Pierre d'Ornellas, évêque catholique français, archevêque de Rennes.
  - Béatrice Schönberg, présentatrice de télévision et journaliste française.
- 11 mai : Jean-Pierre Fougerat, homme politique français († 21 février 2015).
- 12 mai : Michel Lapierre, journaliste et écrivain canadien († 13 octobre 2023).
- 14 mai : Tom Cochrane, auteur et chanteur canadien.
- 15 mai :
  - Mimí Deníssi, actrice grecque.
  - Mike Oldfield, musicien multi-instrumentiste et auteur-compositeur britannique.
- 16 mai :
  - Pierce Brosnan, acteur irlando-américain.
  - Kitanoumi Toshimitsu, lutteur et président de l'Association japonaise de sumo († 20 novembre 2015).
- 17 mai : 
  - Joël Battaglione, footballeur français († 21 octobre 2016).
  - Gérard Krawczyk, réalisateur, acteur et scénariste de cinéma français d'origine polonaise.
  - Yōko Shimada, actrice japonaise († 25 juillet 2022).
- 18 mai : 
  - Alan Kupperberg, dessinateur de comics américain († 16 juillet 2015).
  - Guilherme Posser da Costa, homme politique santoméen.
- 19 mai :
  - Victoria Wood, humoriste, actrice, chanteuse, auteur-compositeur, scénariste et réalisatrice britannique († 20 avril 2016).
- 21 mai : 
  - Kathleen Wynne, première ministre de l'Ontario.
  - Nora Aunor, actrice et chanteuse philippine († 16 avril 2025).
- 22 mai : François Bon, écrivain français.
- 26 mai :
  - Francis Zégut, animateur et producteur de radio français.
  - Iouri Touzov, acteur russe de théâtre et de cinéma († 15 décembre 2020).
- 27 mai : Antonio Borrometi, homme politique italien († 19 janvier 2022).
- 29 mai : Danny Elfman, compositeur et acteur américain.
- 30 mai : Colm Meaney, acteur irlandais.
- 31 mai : François Rollin, humoriste, acteur et scénariste français.

## Juin
- 1er juin : Jean-Marc Loubier, écrivain et journaliste français.
- 2 juin : Cornel West, philosophe américain.
- 3 juin : Loalwa Braz, chanteuse brésilienne († 19 janvier 2017).
- 4 juin : Guy Allix, poète et écrivain libertaire français.
- 6 juin : António Alberto Saraiva, homme d'affaires portugais.
- 7 juin : 
  - Johnny Clegg, chanteur sud-africain, militant contre l'Apartheid († 16 juillet 2019).
  - Peter Ascherl, joueur de hockey sur glace canado-allemand († 5 juin 2022).
- 11 juin : 
  - José Bové, figure du mouvement altermondialiste et homme politique français.
  - Peter Bergman, acteur américain.
- 12 juin : Ramalinga Reddy, homme politique indien.
- 13 juin : 
  - Jean de Gaulle, homme politique français.
  - Tim Allen, acteur et humoriste américain.
- 14 juin : Hana Laszlo, comédienne israélienne.
- 15 juin : Xi Jinping, actuel Président de la république populaire de Chine depuis 2021 et Secrétaire général du Parti communiste chinois.
- 16 juin : 
  - Martin Barlow, mathématicien britannique.
  - Evence-Charles Coppée, patron de presse belge († 11 janvier 2022).
- 18 juin :
  - Claude Esclatine, dirigeant de l'audiovisuel français († 8 octobre 2017).
  - Ron Stallworth policier afro-américain ayant inflitré le Ku Klux Klan.
- 20 juin :
  - Brian Duffy, astronaute américain.
  - Ulrich Mühe, comédien allemand († 22 juillet 2007).
  - Cécile Bertrand, Illustratrice, dessinatrice de presse et plasticienne belge († 29 février 2024).
- 21 juin : 
  - Benazir Bhutto, femme politique pakistanaise († 27 décembre 2007).
  - Maurice Boucher, criminel canadien († 10 juillet 2022).
- 22 juin :
  - Jean Damascène Bimenyimana, évêque rwandais († 11 mars 2018).
  - Cyndi Lauper, chanteuse américaine.
  - Jean-Maurice Ripert, diplomate français et Ambassadeur de France et Vice-président de l'Association française pour les Nations unies.
- 23 juin : Albina Guarnieri, femme politique canadienne.
- 24 juin : Sergueï Chepik, peintre russe naturalisé français († 18 novembre 2011).
- 27 juin : 
  - Kem Sokha, homme politique cambodgien.
  - Carie Graves, rameuse d'aviron américaine († 19 décembre 2021).

## Juillet
- 1er juillet :
  - Jadranka Kosor, femme politique croate.
  - David Gulpilil, danseur et acteur australien († 29 novembre 2021).
- 2 juillet :
  - Alain Berberian, réalisateur et scénariste français († 22 août 2017).
  - Charles Foster, athlète américain spécialiste du 110 mètres haies († 31 mars 2019).
  - Brian Clarke, peintre, dessinateur, sculpteur, graveur et artiste architectonique anglais († 1er juillet 2025).
- 3 juillet : Dave Lewis, joueur professionnel de hockey sur glace canadien.
- 5 juillet : Nadia Hilou, travailleuse sociale et femme politique arabe israélienne de confession chrétienne († 27 février 2015).
- 6 juillet : 
  - Reneta Indjova, femme politique bulgare, premier ministre de la Bulgarie.
  - Robert Ménard, journaliste et homme politique français, cofondateur de l'association Reporters sans frontières.
- 7 juillet : 
  - Dave Evans, chanteur australien d'origine britannique.
  - Richard Kolinka, batteur français du groupe Téléphone.
- 9 juillet : Margie Gillis, chorégraphe et danseuse québécoise.
- 10 juillet :
  - Françoise Bettencourt Meyers, femme d'affaires et écrivaine française.
  - Marcella Liburd, ministre christophéenne.
  - Ahmed Attaf, homme politique et diplomate algérien.
- 11 juillet :
  - Leon Spinks, boxeur américain († 5 février 2021).
  - Michel Kasser, géodésien et géomaticien français et suisse.
  - Paul Weiland, réalisateur britannique.
- 12 juillet : Perivaldo Dantas, footballeur international brésilien († 27 juillet 2017).
- 14 juillet : 
  - Dorothée, chanteuse et animatrice TV française pour enfants.
  - Didier Marouani, chanteur, auteur-compositeur français.
- 15 juillet : 
  - Neda Arnerić, actrice yougoslave puis serbe († 10 janvier 2020).
  - Haminah Hamidun, reine consort de Malaisie.
  - Mila Mulroney, femme du 18e premier ministre du Canada Brian Mulroney.
- 17 juillet :
  - Chiau Wen-Yan, législateur et politicien taïwanais.
  - Ramzi T. Salamé, écrivain et peintre franco-libanais († 29 décembre 2023).
- 18 juillet : Jean-Louis Faure, acteur et directeur artistique français († 27 mars 2022).
- 19 juillet : René Houseman, footballeur argentin († 22 mars 2018).
- 21 juillet : Roger Parent, homme politique canadien († 29 novembre 2016).
- 23 juillet : 
  - Claude Barzotti, chanteur italo-belge († 24 juin 2023).
  - John Rutsey, premier batteur du groupe de rock Rush († 11 mai 2008).
  - Li Qiang, personnalité politique chinois.
- 24 juillet : Guy Savoy, grand chef cuisinier et restaurateur français.
- 25 juillet : 
  - Barbara Haworth-Attard, écrivaine canadienne.
  - Frédéric Norbert, acteur, chanteur, comédien de doublage et danseur français.
- 26 juillet : Willi Melliger, cavalier suisse de saut d'obstacles († 16 janvier 2018).
- 29 juillet :
  - Lyudmila Frolova, joueuse soviétique de hockey sur gazon.
  - Geddy Lee, bassiste, chanteur et claviériste du groupe de rock canadien Rush.
- 30 juillet : Aleksandr Balandine, cosmonaute russe.
- 31 juillet : Hugh McDowell, violoncelliste britannique († 6 novembre 2018).

## Août
- 2 août : Peter-Michael Kolbe, rameur allemand († 8 décembre 2023).
- 4 août : Hamidou Dia, écrivain sénégalais († 4 février 2018).
- 7 août :
  - Guy de Kerimel, évêque catholique français, archevêque de Toulouse.
  - Gene Short, basketteur américain († 16 mars 2016).
- 8 août : Lloyd Austin, général américain, Secrétaire à la Défense des États-Unis d'Amérique depuis 2021.
- 9 août :
  - Christophe Salengro, artiste français († 30 mars 2018).
  - Edgar Givry, acteur, directeur artistique et adaptateur français.
- 11 août : Hulk Hogan, catcheur, acteur et musicien américain († 24 juillet 2025).
- 12 août : Rolland Courbis, footballeur français devenu entraîneur et animateur de radio.
- 14 août : James Horner, compositeur de musique de films américain († 22 juin 2015).
- 15 août : Wolfgang Hohlbein, auteur de science-fiction allemand.
- 17 août :
  - Julio Alberto Rubiano, coureur cycliste colombien († 8 janvier 2019).
  - Robert Brent Thirsk, spationaute canadien.
- 18 août : Sergio Castellitto, acteur, scénariste et réalisateur italien.
- 19 août : Nanni Moretti, réalisateur, scénariste, producteur et acteur de cinéma italien.
- 20 août :
  - Abdelmajid Dolmy, footballeur international marocain († 27 juillet 2017).
  - Fong Fei-fei, chanteuse, animatrice et actrice taïwanaise († 3 janvier 2012).
- 21 août : Ferenc Paragi, athlète hongrois, spécialiste du lancer du javelot († 21 avril 2016).
- 22 août :
  - Bakhti Belaïb, homme politique algérien († 26 janvier 2017).
  - Evelyn Thomas, chanteuse américaine.
- 23 août : Tchee, comédien, humoriste, scénariste et compositeur français († 26 mai 2017).
- 26 août : Edward Lowassa, homme politique tanzanien († 10 février 2024).
- 27 août :
  - Alex Lifeson, guitariste de rock.
  - Peter Stormare, acteur, directeur de théâtre, écrivain et musicien suédois.
- 31 août : Hocine Ziani, peintre algérien.

## Septembre
- 1er septembre : Rachid Bouchareb, réalisateur franco-algérien.
- 2 septembre :
  - Gerhard Thiele, spationaute allemand.
  - John Zorn, saxophoniste et compositeur américain.
- 3 septembre : Jean-Pierre Jeunet, réalisateur et scénariste français.
- 4 septembre :
  - Galland Semerand, peintre et architecte haïtien († 29 novembre 2019).
  - Denis Sire, auteur de bande dessinée français († 16 janvier 2019).
- 5 septembre : Jennifer Geerlings-Simons, femme politique surinamienne.
- 9 septembre : Philippe Risoli, animateur de télévision, radio et comédien français.
- 10 septembre : Mireille Dumas, journaliste, réalisatrice, productrice et animatrice de télévision française.
- 11 septembre : Michael Sabia, homme d'affaires et directeur financier canadien.
- 12 septembre : Anne Chopinet, première femme entrée à l'X, École polytechnique, présidente de l'Entreprise de recherches et d'activités pétrolières (ERAP).
- 15 septembre :
  - Ken Houston, joueur de hockey sur glace canadien († 10 mars 2018).
  - Victor Trossero, footballeur argentin († 12 octobre 1983).
  - Tito Jackson, guitariste américain († 15 septembre 2024).
- 16 septembre : Nancy Huston, écrivaine franco-canadienne.
- 17 septembre : Lidiya Glubokova, joueuse soviétique de hockey sur gazon.
- 19 septembre : Jessie Duarte, femme politique sud-africaine († 17 juillet 2022).
- 21 septembre :
  - Pascal Cribier, architecte paysagiste français († 4 novembre 2015).
  - Marc Pajot, navigateur français.
- 22 septembre : Ségolène Royal, femme politique française.
- 23 septembre : Sam Karmann, acteur et réalisateur français.
- 25 septembre : Alain Bernard, footballeur français († 25 janvier 2019).
- 26 septembre : Rodolphe Alexandre, homme politique français.
- 27 septembre : 
  - Mata Amritanandamayi, appelée plus communément Amma, figure spirituelle contemporaine de l’Inde et la fondatrice de l'ONG Embracing The World (ETW).
  - Greg Ham, compositeur australien, membre de Men at Work († 19 avril 2012).
  - Claude Mouriéras, réalisateur et scénariste français.
- 29 septembre : Martinho Lutero Galati, chef d'orchestre brésilien († 25 mars 2020).
- 30 septembre : Stephen Michael Stirling, auteur canado-américain de science-fiction et de fantasy.

## Octobre
- 4 octobre : 
  - Lui Temelkovski, homme politique canadien.
  - Tchéky Karyo, acteur français.
- 6 octobre : Wendy Robie, actrice américaine.
- 7 octobre : Tico Torres, batteur américain.
- 8 octobre : Deborah Brin, femme rabbin américaine.
- 9 octobre :
  - Tony Shalhoub, acteur américain.
  - Denis Dufour, compositeur français.
  - Sophie Calle, artiste plasticienne, photographe, femme de lettres et réalisatrice française.
- 11 octobre : 
  - Claudine Cassereau, miss France 1972 († 5 aout 2020).
  - David Morse, acteur et scénariste américain.
- 12 octobre : Serge Lepeltier, homme politique français.
- 13 octobre : Adel Hakim, acteur, metteur en scène, dramaturge et directeur de théâtre français († 29 août 2017).
- 14 octobre : Natella Krasnikova, joueuse soviétique de hockey sur gazon.
- 15 octobre : Günther Oettinger, ministre-président de Bade-Wurtemberg.
- 16 octobre : Pedro Vilardebo, coureur cycliste espagnol († 22 octobre 2004).
- 17 octobre :
  - Patrick Denaud, journaliste et écrivain français.
  - Sheila Lawlor, chercheuse britannique.
- 18 octobre : Julien Weiss, musicien français († 2 janvier 2015).
- 20 octobre :
  - Keith Hernandez, joueur de baseball américain.
  - Bill Nunn, acteur américain († 24 septembre 2016).
  - Mariano Ramos, matador mexicain († 5 octobre 2012).
- 23 octobre : Arielle Boulin-Prat, animatrice de télévision et actrice française.
- 24 octobre : Aurlus Mabélé, chanteur congolais († 19 mars 2020).
- 25 octobre : Mahamat Ahmat Alhabo, ministre et opposant tchadien.
  - Gérard Denizeau, écrivain, historien d'art et musicologue français.
- 26 octobre : Lauren Tewes, actrice américaine.
- 27 octobre : Michael A. Baker, astronaute américain.
- 28 octobre : Jean-Luc Bouilleret, évêque catholique français, évêque d'Amiens.
- 29 octobre :
  - Roger Allam, acteur britannique.
  - Robert Brisart, philosophe belge († 25 février 2015).
  - Batton Lash, auteur de bande dessinée américain († 12 janvier 2019).
  - Denis Potvin, joueur de hockey sur glace canadien.
- 30 octobre : Alexandre Polechtchouk, cosmonaute russe.
- 31 octobre : 
  - Lionnel Astier, auteur de théâtre, acteur et metteur en scène français.
  - Amadou Soumahoro, Homme d'État ivoirien († 7 mai 2022).

## Novembre
- 1er novembre : Nancy Jan Davis, astronaute américaine.
- 3 novembre : Kate Capshaw, actrice américaine.
- 10 novembre : Roberto Ceruti, coureur cycliste italien.
- 11 novembre : Brenda Barnes, femme d'affaires américaine († 17 janvier 2017).
- 12 novembre : Vasilis Karras, chanteur grec († 24 décembre 2023).
- 13 novembre : Andrés Manuel López Obrador, homme d'État et auteur mexicain, président des États-Unis mexicains depuis 2018.
- 14 novembre :
  - Patrick Sébastien, imitateur, humoriste, acteur, réalisateur, chanteur, auteur-compositeur, écrivain, producteur et animateur français.
  - Dominique de Villepin, ancien premier ministre français.
- 18 novembre :
  - Kevin Nealon, acteur américain.
  - Janusz Wójcik, joueur et entraîneur de football polonais († 20 novembre 2017).
- 19 novembre :
  - Patrick de Carolis, journaliste, écrivain et animateur de télévision français.
  - Anna Marchesini, actrice, comique, écrivain et imitatrice italienne († 30 juillet 2016).
- 23 novembre : Francis Cabrel, chanteur français.
- 25 novembre : 
  - Darlanne Fluegel, actrice américaine († 15 décembre 2017).
  - James Hayden, acteur américain († 8 novembre 1983).
- 26 novembre : Poussi, actrice égyptienne.
- 27 novembre :
  - Steve Bannon, homme d'affaires, directeur de campagne et activiste conservateur américain.
  - Lyle Mays, claviériste et compositeur de jazz américain († 10 février 2020).
- 28 novembre :
  - Michael Chertoff, homme politique américain.
  - Nadiya Olizarenko, athlète soviétique puis ukrainienne († 18 février 2017).
  - Taeko Ōnuki, chanteuse et compositrice japonaise.
- 29 novembre : 
  - Joel Coen, cinéaste américain.
  - Christine Pascal, actrice, scénariste et réalisatrice française († 30 août 1996).
  - Philippe Rochat, chef cuisinier suisse († 8 juillet 2015).

## Décembre
- 1er décembre : Antoine de Caunes, présentateur, producteur, humoriste, acteur, scénariste et réalisateur de cinéma français.
- 3 décembre : Robert Guédiguian, acteur et réalisateur français.
- 4 décembre :
  - Jean-Pierre Darroussin, acteur et réalisateur français.
  - Jean-Marie Pfaff, footballeur belge.
- 6 décembre : 
  - Masami Kurumada, mangaka japonais, auteur entre autres de Saint Seiya.
  - Tom Hulce, acteur et producteur de spectacle américain.
- 8 décembre : Kim Basinger, actrice américaine.
- 9 décembre : 
  - John Malkovich, réalisateur et acteur américain.
  - Jean-Louis Gasset, footballeur et entraineur de football.
- 11 décembre : Brenda Hillhouse, actrice américaine.
- Christine Dejoux, actrice française
- 13 décembre :
  - Bob Gainey, entraîneur de hockey sur glace canadien.
  - Pat Torpey, batteur de rock américain († 7 février 2018).
  - Ben Bernanke, économiste américain.
- 15 décembre : Eswarapatham Saravanapavan, éditeur de presse et homme politique tamoul srilankais.
- 16 décembre :
  - Dominique Ouattara, première dame de côte d'Ivoire.
  - Héctor Timerman, homme politique argentin († 30 décembre 2018).
- 17 décembre :
  - Samuel Hadida, producteur de cinéma français († 26 novembre 2018).
  - Bill Pullman, acteur américain.
- 18 décembre :
  - Kevin Beattie, footballeur britannique († 16 septembre 2018).
  - Laure Olga Gondjout, femme politique gabonaise.
  - Daniel Poliquin, écrivain canadien.
- 21 décembre : András Schiff, pianiste et chef d'orchestre hongrois.
- 23 décembre : 
  - Holly Dale, réalisatrice et actrice canadienne.
  - Ruediger de Saxe, prince de la maison de Saxe († 29 mars 2022).
- 26 décembre : Michel Guimond, avocat et homme politique québécois († 19 janvier 2015).
- 27 décembre : José Ortega Cano, matador espagnol.
- 28 décembre : 
  - Richard Clayderman, pianiste français.
  - Bernard Minet, musicien, comédien et chanteur français.
- 29 décembre : Thomas Bach, escrimeur allemand et président du CIO.
- 30 décembre : Daniel T. Barry, astronaute américain.
- 31 décembre : Kadré Désiré Ouédraogo, Président de la Commission de la CEDEAO.

## Date inconnue
- Aram, actrice iranienne.
- Combo Ayouba, militaire comorien († 13 juin 2010).
- Douglas Diamond, économiste américain.
- Justin Kili, journaliste papou-néo-guinéen († 17 janvier 2015).
- Ingrid Pollard, photographe britannique.
- Paul Pholeros, architecte australien († 1er février 2016).
- Maria Luisa Poumaillou, femme d'affaires française († 7 avril 2015).
- Ahmad Saadat, homme politique palestinien.
- Thomas E. Sanders, chef décorateur et directeur artistique américain († 6 juillet 2017).
- Ely Ould Mohamed Vall, militaire mauritanien († 5 mai 2017).
- Sylvie Fanchon, peintre française († 14 avril 2023.

## Vers 1953
- Merzak Boumaraf, joueur puis entraîneur de football algérien  († 18 octobre 2018).
- Jean-Baptiste Placca, journaliste et editorialiste africain.